# Kyle Massey
Pour les articles homonymes, voir Massey.
Kyle Orlando Massey est un acteur américain, né le 28 août 1991 à Atlanta, Géorgie, États-Unis. Plus connu pour le rôle de Cory Baxter dans Phénomène Raven et Cory est dans la place.

## Biographie
Kyle Orlando Massey est un acteur et rappeur américain. Il a un frère Christopher Massey qui est aussi acteur. Il est connu pour son rôle de Cory Baxter dans Phénomène Raven et son spin-off Cory est dans la place. Il a aussi prêté sa voix dans le dessin animé American Dragon: Jake Long. En 2006, il a participé aux Disney Channel Games dans l'équipe verte, puis en 2007 et 2008 dans l'équipe jaune.
Le 21 septembre 2010, il fait partie des 12 célébrités en compétition de la onzième saison de Dancing with the Stars, aux côtés notamment de Jennifer Grey, David Hasselhoff, Audrina Patridge et de la fille de Sarah Palin, Bristol. 
L'année suivante, il joue dans le nouvel opus de Beethoven, Beethoven's Christmas Adventure.
En 2014, il décroche un rôle dans la nouvelle série de la FOX, Gotham.

## Filmographie

### Cinéma
- 2005 : That's So Raven: Raven's Makeover Madness : Cory Baxter
- 2006 : That's So Raven: Raven's House Party : Cory Baxter
- 2011 : Beethoven sauve Noël (Beethoven's Christmas Adventure) (directement en DVD) : Henry

### Télévision

#### Téléfilms
- 2004 : Costume Party Capers: The Incredibles : Pizza Man
- 2005 : Calvin et Tyco (Life is Ruff) : Calvin Wheeler
- 2011 : Beethoven sauve Noël : Henry

#### Séries télévisées
- 2001 : Les Parker : Killer Kev
- 2002 : That Was Then : Classroom Kid
- 2002 : Becker : The Kid
- 2002 : Washington Police (The District) : Ronde
- 2003 : The Practice : Killer Kev
- 2003-2007 : Phénomène Raven (That's So Raven) : Cory Baxter
- 2006 : La vie de palace de Zack et Cody : Cory Baxter
- 2007-2008 : Cory est dans la place (Cory in the House) : Cory Baxter
- 2009 : The Electric Company : le coach de lutte de pouces
- 2014 : Gotham : Macky

### Émission
- 2010 : Dancing with the Stars : lui-même (télé-réalité)

### Doublage
- 2006-2007 : American Dragon: Jake Long : Huntsboy #88
- 2010-2014 : Ça bulle ! (Fish Hook) : Milo Fishtooth

## Voix françaises
En France, Kyle Massey est principalement doublé par Gwenaël Sommier dans les années 2000. Plus récemment, Benjamin Bollen lui a prêté sa voix dans la série Gotham. C'est Sébastien Hébrant qui le double en français dans la série d'animation Ça bulle !.